# Кристалл (Marvel Comics)
Кристалл (англ. Crystal), настоящее имя — Кристалия Амаквелин (англ. Crystalia Amaquelin) — персонаж из комиксов, издаваемых Marvel Comics, представительница расы Нелюдей, сестра Медузы, была женой мутанта Ртути и инопланетянина Ронана, являлась членом Фантастической четвёрки и Мстителей.

## История публикаций
Кристалл, созданная писателем Стэном Ли и художником Джеком Кирби, впервые появилась в Fantastic Four #45 (декабрь 1965), в выпуске, озаглавленном «Среди нас скрывались… Нелюди».

## Биография
Кристалл является дочерью Нелюдей Квелина и Амбур, она жила в Аттилане вместе с другими Нелюдьми, пока Королевская семья не покинула Великое убежище из-за Максимуса. Её первое столкновение с внешним миром произошло через Фантастическую четвёрку. Она встретила Человека-факела и показала ему убежище Нелюдей в Нью-Йорке. Она уехала из Нью-Йорка со членами Королевской семьи, чтобы уйти от преследования Искателя, но оказалась пойманной в ловушку под куполом отрицательного барьера, созданного Максимусом вокруг Великого Убежища. Она влюбилась в Человека-факела. Нелюди были в конечном счёте освобождены от отрицательного барьера и покинули Убежище, чтобы посетить внешний мир. Кристалл попросила Тритона спасти Мистера Фантастику из реальной Отрицательной Зоны и помогла Фантастической четвёрке в сражении против злодея Бластаара.
Кристалл позже оставила родной город для краткой карьеры с Фантастической четвёркой. Вскоре после вступления туда она боролась против Чародея и помогла победить Максимуса. Позже она вместе с героями боролась с Доктором Думом. Она была временно ослеплена Человеком-кротом, но помогла Фантастической четвёрке победить его. Она была похищена Медузой и воссоединена с Человеком-факелом в Аттилане. Было показано, как она использовала свои силы, чтобы спасти жизнь Чёрному Грому, а затем воссоединилась с Фантастической четвёркой. Находилась под умственным контролем злого алхимика Дьябло, но в скором времени вернула свою волю и возвратилась в Великое Убежище.
Как было показано позже, она спасла умирающего мутанта Пьетро Максимоффа, известного как Ртуть. Она предпочла Ртуть Джонни Сторму как человека, которого любила. Позже она вышла замуж за Ртуть, родила от него дочь Луну, и сопровождала Нелюдей, когда Аттилан был перемещен на спутник Земли Луну. В течение времени, когда Нелюди жили на Луне, Кристалл бросила вызов структуре власти её общества и сбежала со многими Нелюдьми в изолированную часть Земли. Они должны были там помочь их королеве Медузе родить в тайне. Кристалл использовала свои способности, чтобы устранить загрязнение из широкой области вокруг их укрытия.
Брак Ртути и Кристалл не был счастливым. Пьетро всегда имел вспыльчивый темперамент, и у Кристалл однажды возник роман с агентом по недвижимости Норманом Вебстером. Она и Человек-факел продолжали испытывать друг к другу чувства, даже во время его воображаемого брака с Алисией Мастерс, которая оказалась Скруллом Лижой, подменявшей её. Так же у Кристалл развивались отношение с Дэйном Витманом, героем носящим имя Чёрный рыцарь, однако у них ничего не вышло. По этим причинам Пьетро и Кристалл часто расходились, но возвращались друг к другу.
Однажды Кристалл вместе с Мстителями сражалась с Братьями, вскоре после этого она стала временным членом Мстителей, а ещё позднее — полноправным участником команды супергероев. В течение пребывания Кристалл с Мстителями Служители Магнето похитили её дочь, нанеся большой ущерб особняку. Луна содержалась на Геноше под контролём Служителей. Мстители объединились с Людьми Икс и сумели благополучно спасти дочь Кристалл.
После событий Дома M Кристалл воссоединилась с её лишённым сил мужем, но для него это было нужно только для того, чтобы украсть Туман Терриген из Аттилана, пытаясь использовать его, чтобы восстановить силы мутантам, лишённым их. Он также похитил свою дочь Луну и подверг её действию туманам, давая её различные способности. Луна ранее была человеком, что стало считаться некоторыми оскорблением для наследия мутантов.
Когда Нелюди определили местонахождение Ртути, он позволил Чёрному Грому бить его в ответ на предательство. Брак Кристалл и Ртути был аннулированы, а она участвовала в ряде сражений против организации Щ.И.Т. и Могучих Мстителей, когда Нелюди объявили войну Соединённым Штатам.
Кристалл и Медуза были позваны Железным человеком на встречу, где он показывает, что Чёрный Гром был заменён Скруллом, раскрывшимся на заседании Иллюминатов. Когда Скруллы вторгаются в Аттилан, Кристэл использует свои способности, чтобы победить Скрулла, обладающего силами Колосса, Циклопа, и Росомахи, и Скрулла, являющегося смесью Капитана Америки и Человека-паука. После нападения на Аттилан Скруллов Королевская семья прилетают в пространство расы Крии, ища союз против вторгающихся Скруллов. Ронан Обвинитель приветствует этот союз, но только при условии, что Кристалл станет его невестой. Медуза соглашается, что огорчает Кристалл.
В попытке взломать коммуникационную сеть Скруллов Нелюди разделяются. Кристалл и Медуза проникают в племя Тандры. Однако, когда они спорят по поводу законом племени, их ссора перемещается на арену. В их борьбе Кристалл заставляет Медузу рассматривать её как взрослую и позволить ей говорить с Тандрой. Она договаривается о выпуске захваченного специалиста по связям из расы Скруллов, позволяя им разыскать тюрьму Чёрного Грома.
Идея брака Кристалл с Ронаном возобновилась, даже после решения Чёрного Грома узурпировать трон Крии. Она приезжает, чтобы согласиться с браком, защищая свою золовку Полярис. Свадебная церемония была прервана Имперской гвардией Ши'ар, чьё нападение является частью вторжения императора Вулкана в Империю Крии. Ронан был избит почти до смерти. Навещая раненного Ронана, Кристалл помогала сплотить население Крии, когда она показала сострадание в палате, заполненной травмированными простыми жителями Крии; действия, которые благодаря Полярис были в конечном счёте переданы по сетям Крии. Это привело к тому, что среди населения Крии она была названа «народной принцессой».
Когда Чёрный Гром попытался создать взрыв, который распространит Туман Терриген по галактике, рассуждая, что это действие установит равенство сил, Кристалл бросил вызов его закону и рискуя своей жизнью вместе с Локджо противостоит ему, повреждая взрывноей устройство с Терригеном и убеждая Чёрного Грома, что сила, которая будет создана его планом, принесёт больше ущерба, чем выгоды. Чёрный Гром признал её мудрость, но на корабль, где они находились, напал Вулкан, и между королями начинается битва. Кристалл и Локджо успевают покинуть корабль прежде, чем уже простое взрывное устройство срабатывает, очевидно, убивая Чёрного и Вулкана. Некоторое время Нелюдьми управляет Медуза, потом оказывается, что Чёрный Гром не умер, и он возвращается к трону. Вскоре после того Чёрный Гром составляет декрет о том, что Нелюди должны возвратиться на Землю, оставляя Ронана-Обвинителя отвечающим за империю; Кристалл дают выбор уехать с королевской семьей или остаться с её мужем, и она решает остаться.

## Силы и способности
Кристалл обладает генетически превосходящей физиологией Нелюдей, которая была увеличена и видоизменена воздействием Тумана Терригена. У неё есть способность мысленно управлять четырьмя классическими элементами: огнём, водой, землёй и воздухом. Она делает это посредством псионического взаимодействия с веществами на молекулярном уровне. Управляя молекулами кислорода она может заставить огонь спонтанно загораться, или наоборот потушить его, лишая кислорода. Она может присоединить молекулы водорода и кислорода, чтобы создавать дождь, вызывая эти молекулы из атмосферы в пределах радиуса около двух миль. Она может управлять движением воды, управляя поверхностным натяжением, отрывая воду от земли и заставляя её течь в определяемых направлениях. Максимальный объём воды, которым она может управлять, составляет приблизительно 68 тысяч литров. Она может управлять различными веществами, которые составляют общую основу земли (железо, гранит, сланец, известняк и т.д.), создавая сейсмические сотрясения с магнитудой до 6.7 по шкале Рихтера, вызывая внезапную перемену земли. Она может также управлять атомами кислорода и содержащими кислород молекулами, чтобы создать атмосферные явления различных видов. Смешивая воздух с землёй она может вызвать песчаную бурю, воздух с водой — тайфун и воздух с огнём — огненную бурю, так же она в состоянии создать ветер интенсивности торнадо.
Кристалл может выдержать определённое стихийное явление в течение приблизительно одного часа прежде, чем она начнёт утомляться. Она может также создать любое число эффектов по очереди в течение приблизительно сорока пяти минут прежде, чем умственная усталость ослабит её.
Кристалл также обладает физиологией Нелюдей среднего уровня, таким образом, все её физические показатели выше, чем у нормального человека. Нелюди превосходят людей в силе, реакции, стойкости, сопротивлении ранам и скорости. Однако, иммунные системы Нелюдей более слабы, чем у среднего человека, и Кристалл неспособна выдержать загрязнение, которое могут выдержать нормальные люди, если она не принимает еженедельную дозу сыворотки, созданной Ридом Ричардсом и Генри Пимом, которая прививает её против этих отрицательных воздействий.
Одежда Кристалл, созданная учеными Нелюдей, сделана из неизвестного материала, который является стойким к высокой температуре, холоду и пламени.

## Альтернативные версии

### Amalgam Comics
Мечтающий Кристалл является комбинацией Кристалл и Красивой Мечтательницы из DC Comics. Она состоит в команде Народ-Ун во вселенной Amalgam Comics.

### Зомби Marvel
В Marvel Zombies Кристалл появилась в одном из комиксов, где была одной из многих инфицированных героев. Позже она была среди членов Королевской семьи Нелюдей, которые были все заражены.

### Ultimate Marvel
Во вселенной Ultimate Marvel Кристалл появилась в комиксе Ultimate Fantastic Four Annual #1. В этой версии она должна выйти замуж за брата Чёрного Грома Максимуса, которого она не любила. Когда она сбегает, а за ней погнались жители Аттилана, ей приходит на помощь Джонни Сторм, но в итоге сам чуть не погибает, но благодаря гигантской собаки Локджо, сопровождающей Кристалл Джонни выживает. Позже Фантастическая четвёрка собирается спасти Кристалл от Нелюдей, но Кристалл возвращается к Нелюдям, и они идут в новый город.
В комиксе Ultimate Fantastic Four #30 Сьюзан Сторм хочет, чтобы Кристалл попросила Чёрного Грома помочь им избавится от паразита, который находился внутри Джонни и мог убить всех на Земле. Кристалл отвечает, что Чёрный Гром не может помочь, даже если бы они были в опасности. Она напоминает Сью, что Чёрный Гром направился в другой город поскольку Фантастическая Четвёрка загрязнила воздух в их прежнем городе.

## Вне комиксов

### Телевидение
- Кристалл вместе с другими Нелюдьми появляется в серии «Медуза и Нелюди» мультсериала «Фантастическая четвёрка» 1978 года.
- Кристалл, озвученная Кэти Айрланд, являлась героиней нескольких серий 2 сезона мультсериала «Фантастическая четвёрка» 1994 года, где так же действовали и другие Нелюди. Она влюбляется в Человека-факела и впоследствии становится одним из инициаторов объединения сообщества Нелюдей с человечеством.
- Кристалл появляется в 22 серии мультсериала «Халк и агенты У.Д.А.Р.», где её озвучивает Мэри Фейбер.
- В телесериале «Сверхлюди» Кристалл сыграла Изабель Корниш. По сюжету во время мятежа Максимуса она просит Локджо перенести на Землю членов королевской семьи, но самой перенестись не удаётся, так как Локджо был усыплён служившим Максимусу нелюдем. Она оказывается в плену в собственной комнате, но в 3 серии ей удаётся сбежать, освободить и разбудить Локджо, и собака переносит её. На Земле она встречается с человеком по имени Дэйв, с которым возникают взаимные чувства. Позже Кристалл с помощью молний подаёт знак Медузе, и та находит сестру.

### Видеоигры
- Кристалл является играбельным персонажем в игре 1995 года «Avengers in Galactic Storm».
- Кристалл, озвученная Ким Май Гвест, так же появляется в игре «Marvel: Ultimate Alliance».
- Кристалл является играбельным персонажем в игре «Marvel End Time Arena».
- Кристалл является играбельным персонажем в играх: "Lego Marvel Super Heroes", "Lego Marvel Avengers" и "Lego Marvel Super Heroes 2"